# Scooby-Doo! Who's Watching Who?
Scooby-Doo! Who's Watching Who? är ett actionäventyrsspel utvecklat av Savage Entertainment och Human Soft. Spelet är publicerat av THQ för konsolerna Sony PSP och Nintendo DS. Spelet är baserat på Scooby-Doo-serien och släpptes den 17 november 2006.